# Luis de Carvajal (peintre)
Pour les articles homonymes, voir Luis de Carvajal et de Carvajal.
Luis de Carvajal est un peintre maniériste espagnol, né à Tolède en 1556, et mort à Madrid en octobre 1607.

## Biographie
Il est né à Tolède de Luis Gómez et Elena Sánchez de Monegro. Il est le demi-frère du sculpteur et architecte Juan Bautista Monegro (1545-1621).
Selon Domingo Martínez de la Peña, des documents montrent qu'il est présent à l'Accademia di San Luca de Rome en juin 1576. Le 22 janvier 1577, il paie sa cotisation à l'Accademia di San Luca.
Il revient à Tolède en 1577 et fait l'évaluation, le 31 décembre 1577, d'un tableau de Luis de Velasco. Il se marie avec Maria de Castro, fille d'un orfèvre en argenterie (platero) de Tolède. Il a peint un tableau représentant la Naissance du Christ et l'Adoration des Mages pour l'Escurial. Le 15 novembre 1578, il est payé 7 500 maravédis pour un portrait de Bartolomé de Carranza, archevêque de Tolède, pour la salle capitulaire.
Il apparaît dans les travaux pour le monastère de l'Escurial en 1579 pour lequel il peint plusieurs tableaux : une Sainte Famille, le Couronnement de la Vierge, la Naissance du Rédempteur, , le Christ expulsant les marchands du Temple, Vocation de sain André et saint Pierre, la Madeleine pénitente et Le Sauveur dans la maison de sainte Marthe. Il va alors réaliser des travaux pendant plus de dix ans pour l'Escurial. C'est probablement grâce à son demi-frère, Juan Bautista Monegro, qu'il a pu entrer en contact avec la fabrique du monastère de l'Escurial car il est encore jeune et inconnu au moment de ses premières interventions. C'est à partir de 1580 qu'il va commencer à peindre des couples de saints dans la basilique en commençant par les saints Cosme et Damien.
Le 15 décembre 1583 il s'engage à réaliser le retable de Margán (Tolède) que lui laisse Luis de Villoldo.
Avec Alonso Sánchez Coello et Diego de Urbina, il a été chargé de terminer en 1585 la série des couples de saints de la basilique Saint-Laurent de l'Escurial suivant le type de composition qui avait été défini par Juan Fernández Navarette.
Le 19 juillet 1587, sa fille Catalina est baptisée à l'Escurial.